# Любарський Руслан Миколайович
Руслан Миколайович Любарський (*29 вересня 1973, Бар, Вінницька область) — український футболіст, півзахисник. Визнання у футбольному світі здобув, захищаючи кольори словацьких клубів. Майстер спорту України (2006).

## Ігрова кар'єра
Вихованець вінницького футболу. Свою кар'єру розпочав у друголіговому «ЦСКА-2» (Київ). На одному з матчів друголівого «ЦСКА-2» (Київ) були присутні селекціонери словацького клуб «Хемлон». Після матчу вони запропонували Любарському приїхати на оглядини до Словаччини, Руслан погодився. Ніхто тоді не думав, що Руслан у Словаччині стане культовою футбольною персоною. Він виступав у різних дивізіонах Словаччини понад 10 сезонів. Завоював багато футбольних титулів, та головний його титул — це неабияка любов словацьких шанувальників футболу. За великі досягнення у словацькому футболі, він занесений до Алеї Слави футбольного клубу «Гуменне», що раніше мав назву «Хемлон». Неодноразово входив у символічні збірні Цоргонь ліги. У сезоні 1999/2000 року став одним з найкращих бомбардирів Цоргонь ліги, забивши 15 м'ячів.
Потім були сезони в Ізраїлі та рідній Україні, де він захищав кольори запорізького «Металурга». Із запоріжцями він став фіналістом Кубка України, але на погляд багатьох спеціалістів саме в Україні місцеві тренери використовували його не на тій позиції. У квітні він залишив «Металург» і повернувся до Словаччини до клубу третього дивізіону «Гуменне».

## Досягнення
- Чемпіон Чехії: 1996-97.
- Чемпіон Словаччини: 1997-98.
- Володар Кубка Словаччини: 1995-96.
- Володар Суперкубка Словаччини: 1998.
- Фіналіст Кубка Словаччини: 1997-98, 1999–2000.
- Фіналіст Кубка України: 2005-06.
- Член Клубу Олега Блохіна: 107 голів.